# Jomboy (Bezirk)
Der Bezirk Jomboy ist ein Bezirk in der usbekischen Viloyat Samarqand. Die Hauptstadt ist die Stadt Jomboy. Der Bezirk ist 550 km2 groß und hat 176.000 Einwohner (Schätzung 2021).

## Gliederung
Der Bezirk ist in 8 Landgemeinden, eine Stadt (Jomboy) und 5 Siedlungen städtischen Typs untergliedert. Die 12 Siedlungen städtischen Typs sind Dehqonobod, Eski Jomboy, Xoʻja, Gʻazira, Kattaqishloq; die 9 Landgemeinden sind:
- Dehqonobod
- Jomboy
- Juriyat
- Qangli
- Qoramuyin
- Qoʻngʻirot
- Xolvoyi
- Sherqoʻrgoʻn